# Vieille Ville (Prague)
Pour les articles homonymes, voir Vieille Ville et Stare Mesto.

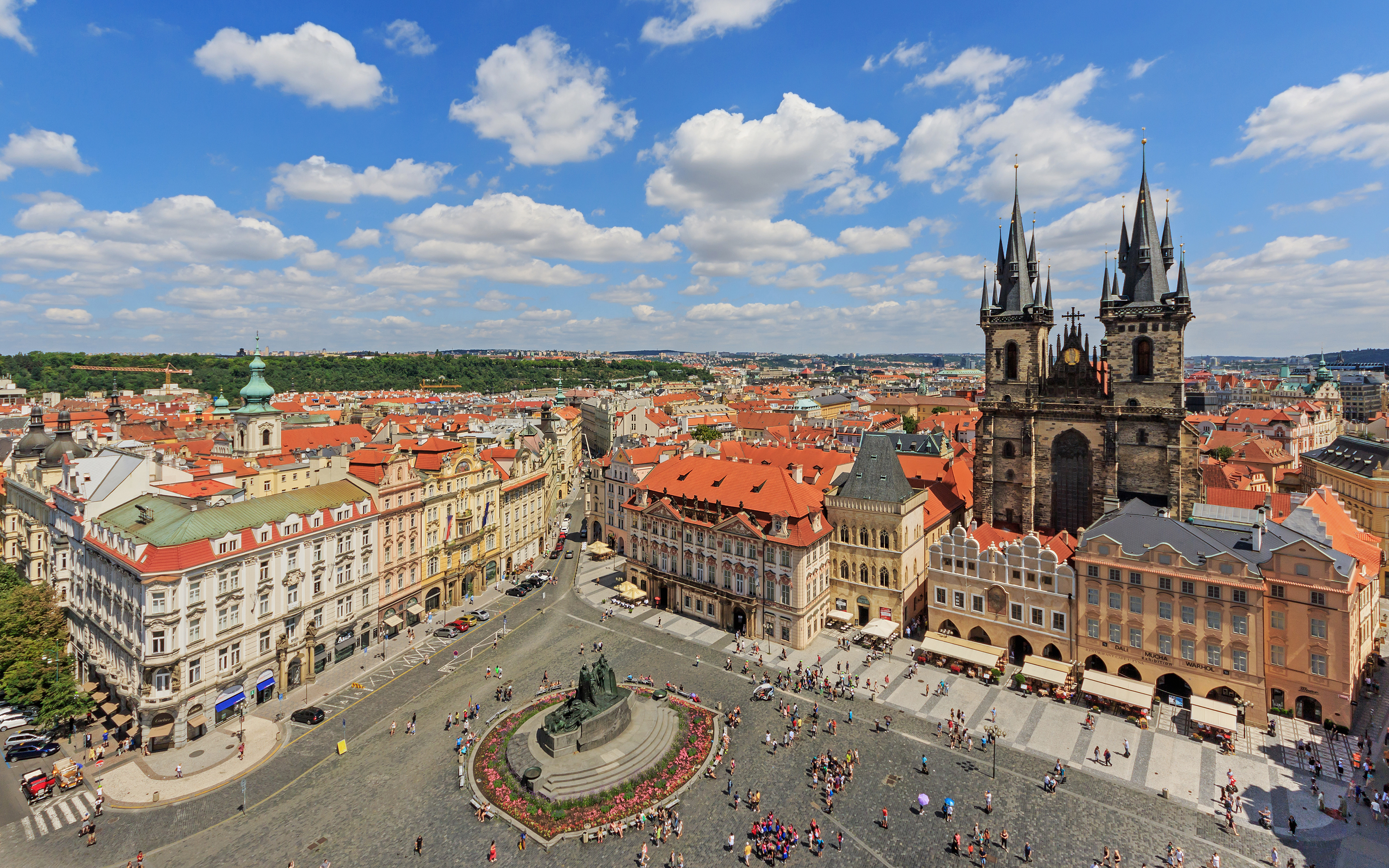

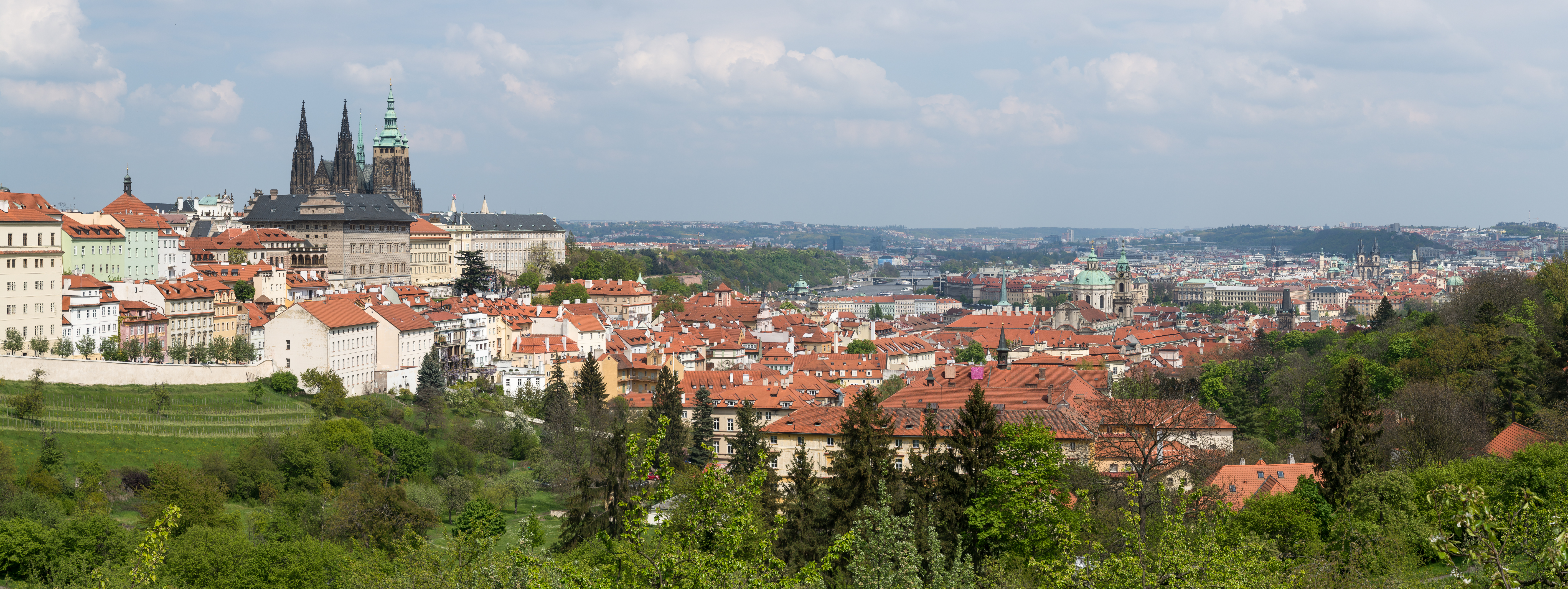
Vue sur la vieille ville et le quartier Hradčany depuis la colline de Petřín.

La Vieille Ville (Staré Město) ou Vieille Ville pragoise (Staré Město pražské) est, avec le château, la partie la plus ancienne de la ville de Prague, son centre historique. Elle se situe sur la rive droite de la Vltava et occupe une surface relativement restreinte de 129 ha.
Jusqu'en 1784, la Vieille Ville est une municipalité indépendante (avec les municipalités « sœurs » que sont Malá Strana, le Hradčany et la Nouvelle Ville), date à laquelle les différentes communes de Prague sont fusionnées en une seule ville et deviennent des districts.
Elle s'appelle Vieille Ville par opposition à la Nouvelle Ville (Nové Město) fondée par l'empereur Charles IV au XIVe siècle et qui double sa surface au sud et à l'est. La Vieille Ville est séparée de la Nouvelle Ville par les rues : Národní (nationale), Na Příkopě (Sur le Fossé) et Revoluční (de la révolution). Elle est séparée de Malá Strana par la Vltava, enjambée par le célèbre pont Charles.
La Vieille Ville de Prague inclut Josefov, son ancien ghetto, longtemps auto-administré par les autorités juives.

## Richesse architecturale
Le visiteur ne manque pas d'être frappé par la beauté et la diversité architecturale de la Vieille Ville qui présente un total mélange de styles architecturaux, une même rue pouvant abriter église romane, tour gothique, maison Renaissance, palais baroque, banque Art nouveau et galerie marchande contemporaine.
Principaux sites :
- la place de la Vieille-Ville (Staroměstské náměstí), avec le beffroi, l'horloge astronomique, l'église de Notre-Dame de Týn, le monument à Jan Hus par František Bílek, le palais Kinský
- Malé náměstí (Petite Place), près de la place de la Vieille-Ville
- la place de la République (Náměstí Republiky) avec la Maison Commune et la tour poudrière
- Týn, le noyau initial de la Vieille Ville
- le Clementinum
- la maison à la Vierge noire
- le palais Clam-Gallas
- la Maison municipale
- le couvent Sainte-Agnès
- l'Église Saint-Martin-dans-le-Mur

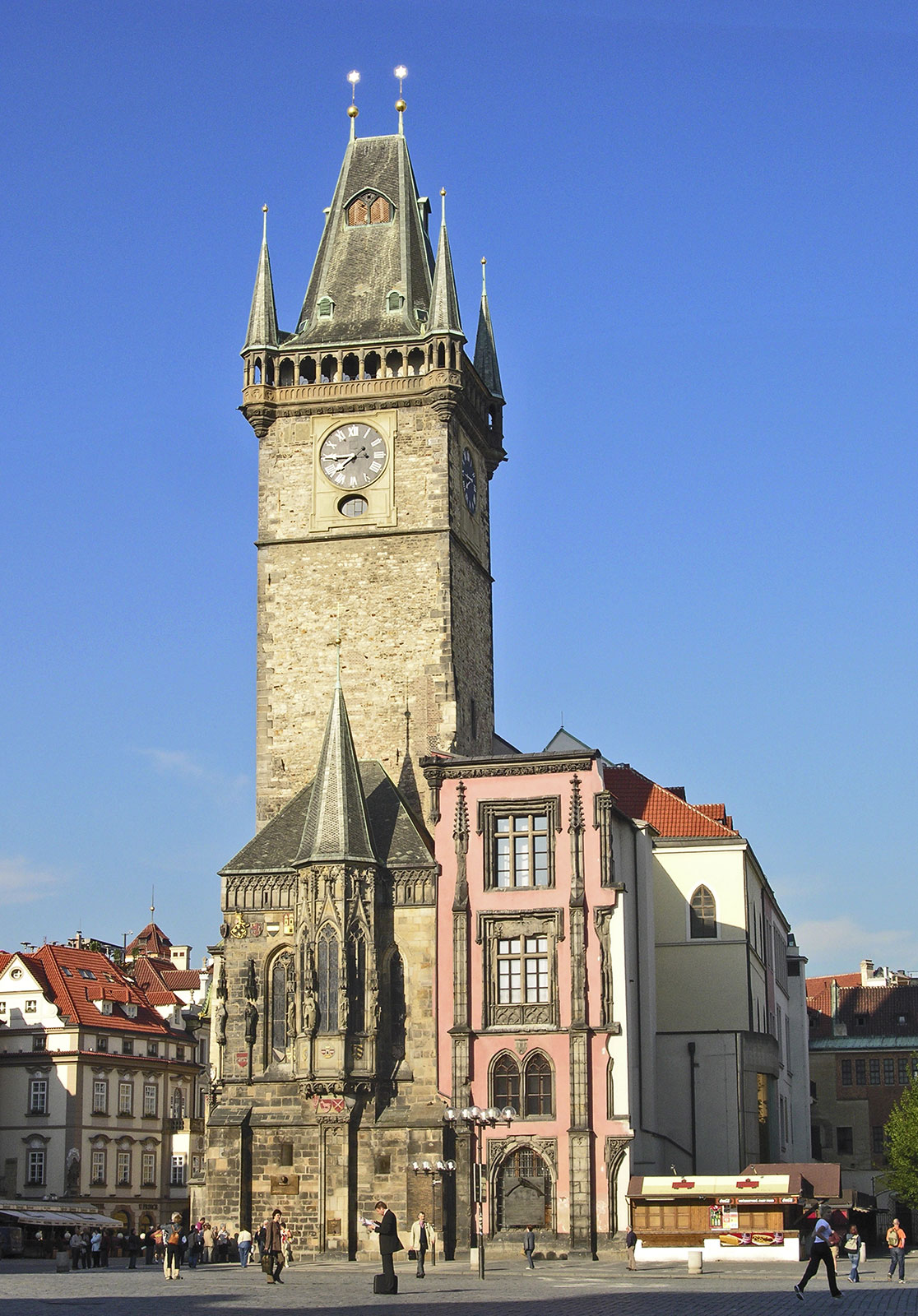
Beffroi de l'hôtel de ville de la Vieille Ville
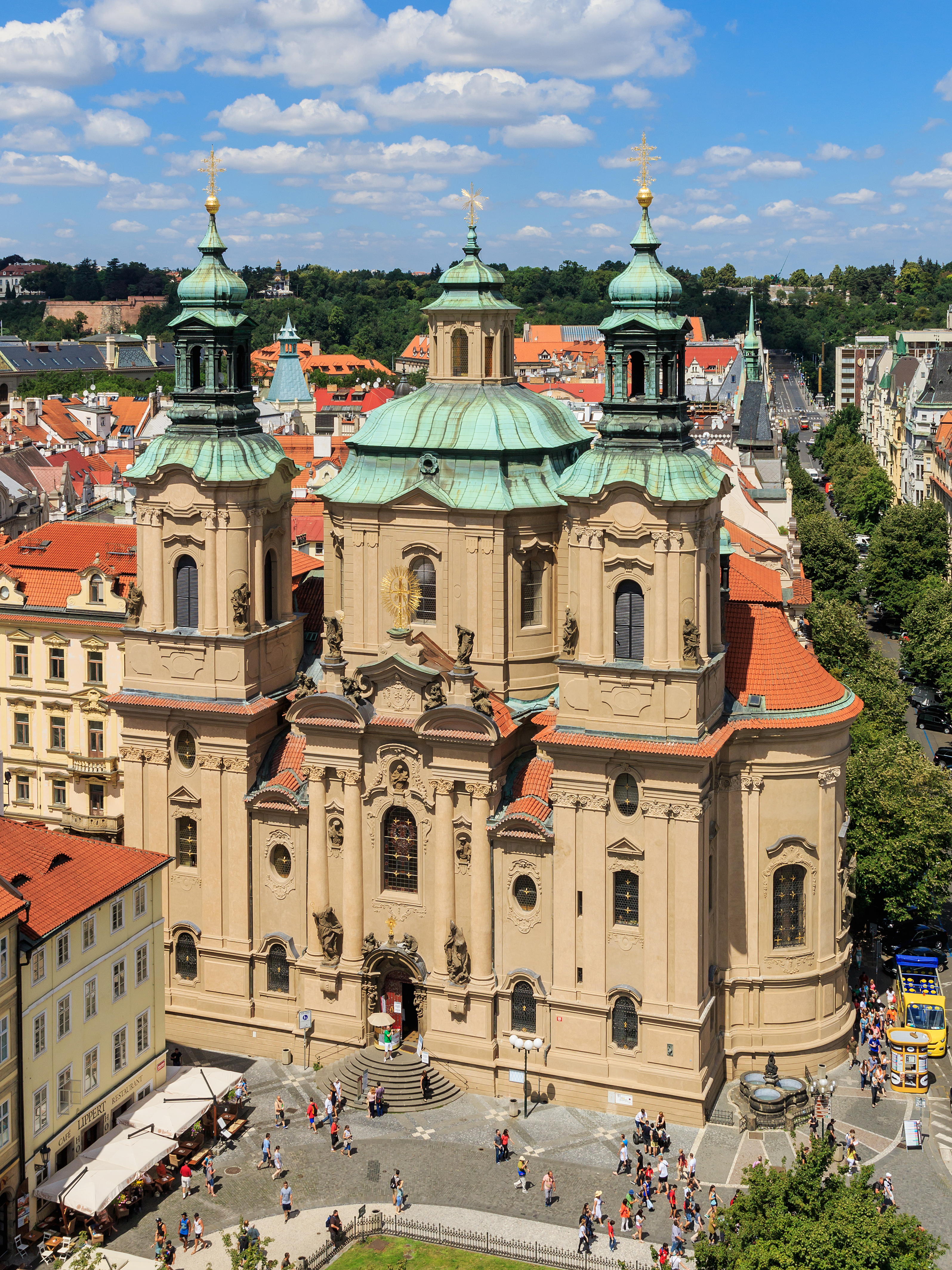
Église Saint-Nicolas de la Vieille Ville
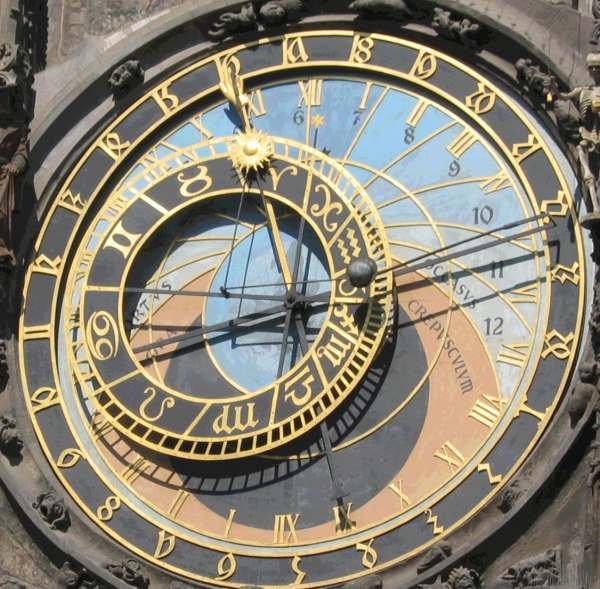
Horloge astronomique
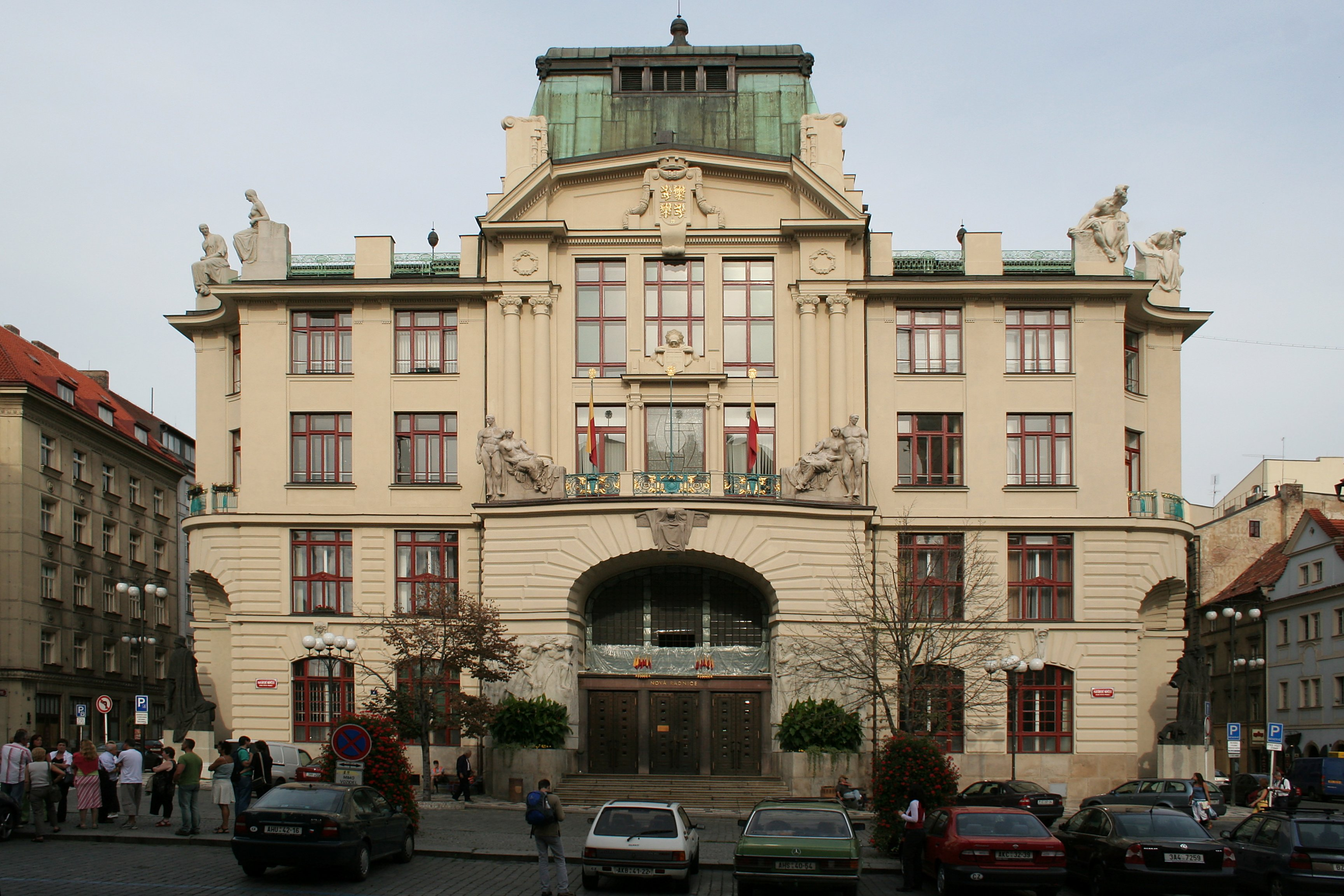
Hôtel de ville de Prague
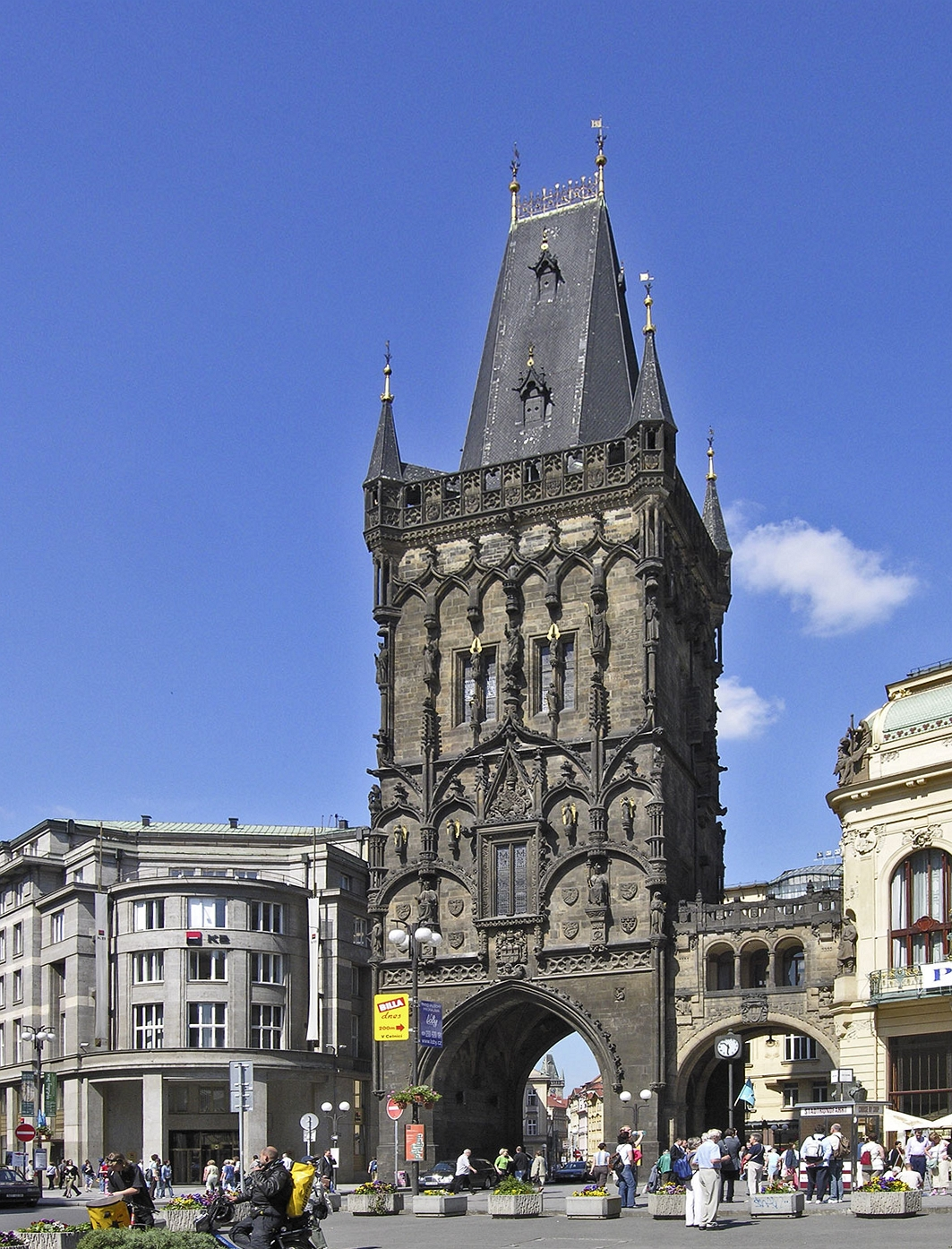
La tour poudrière
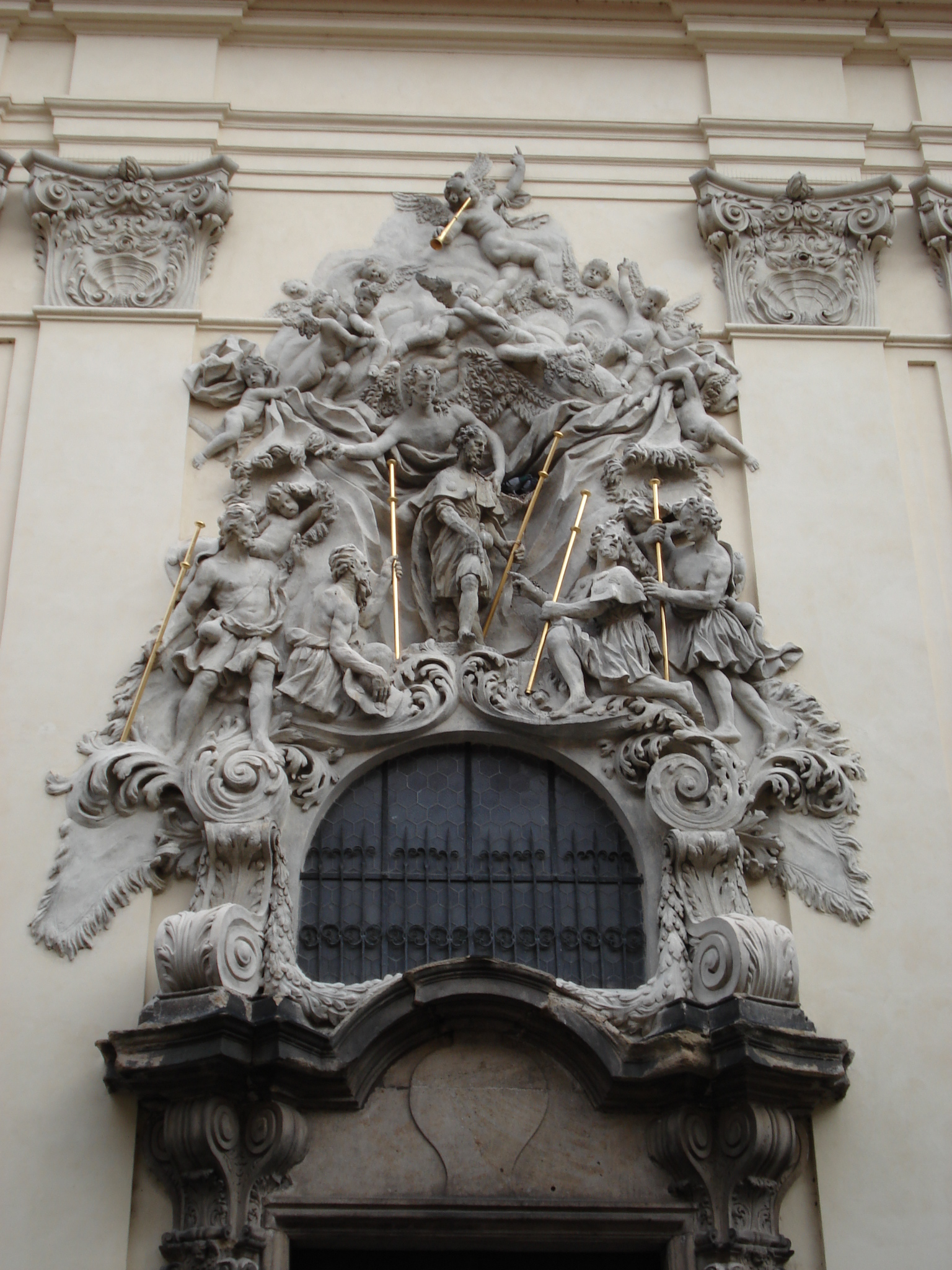
Portail baroque de Saint-Jacques
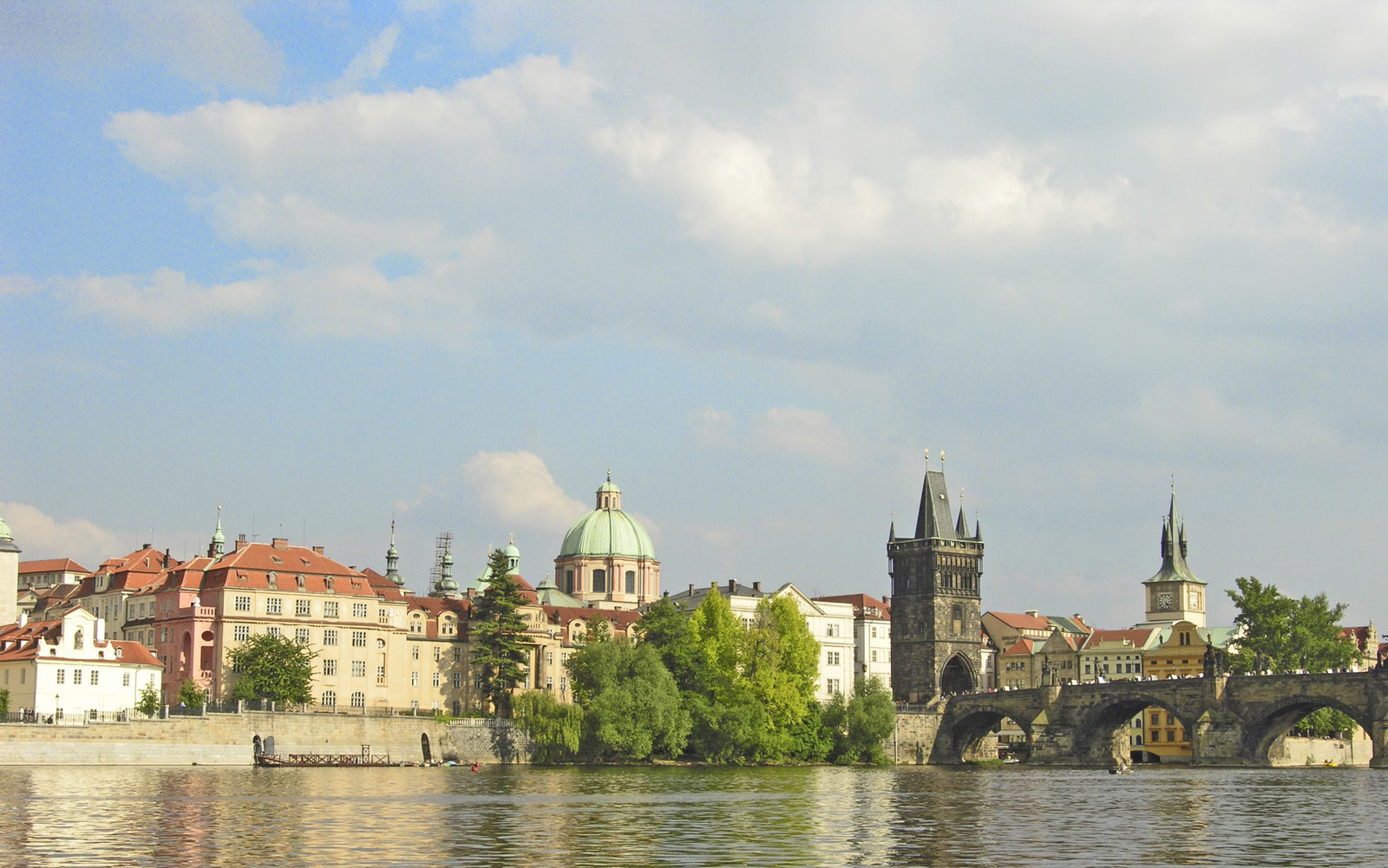
Panorama depuis la Vltava avec le pont Charles
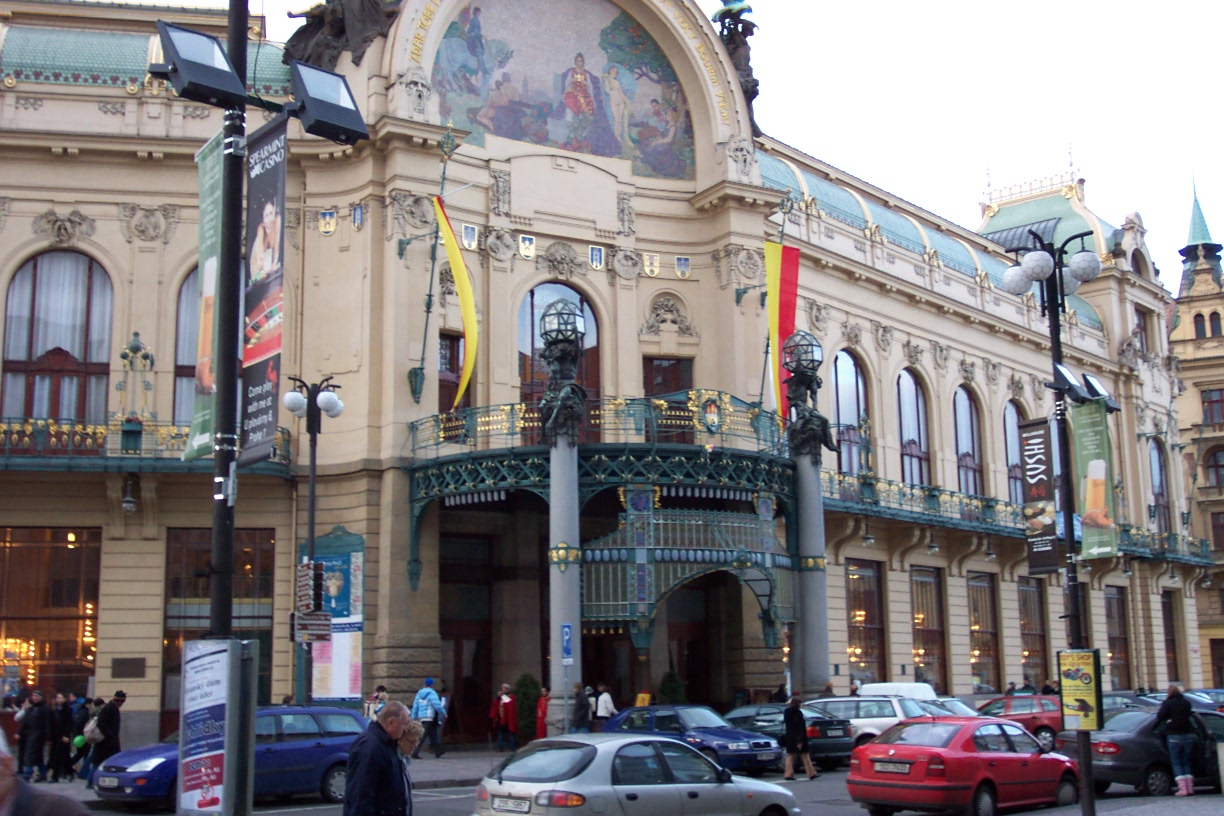
Maison municipale
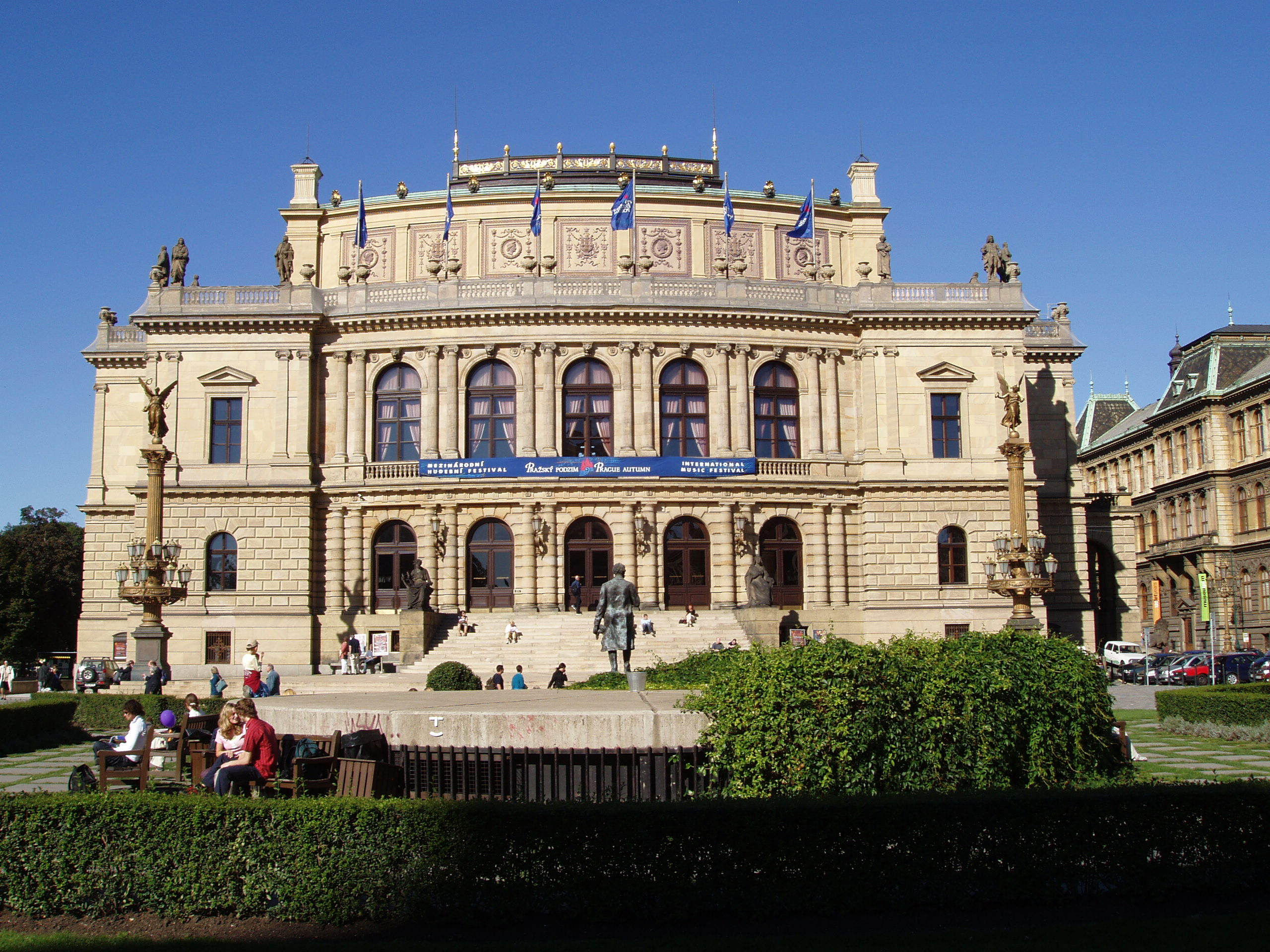
Rudolfinum
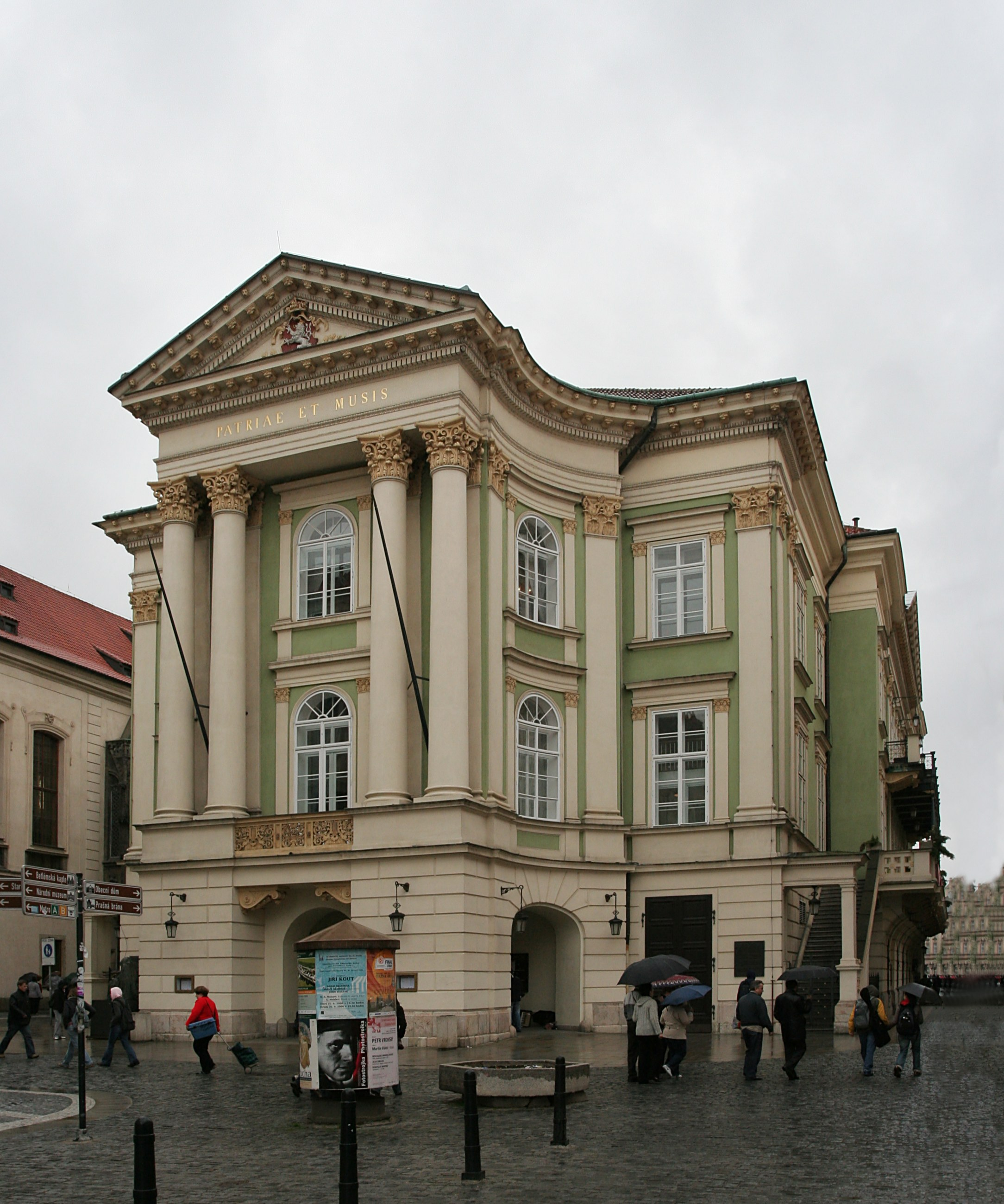
Théâtre des États
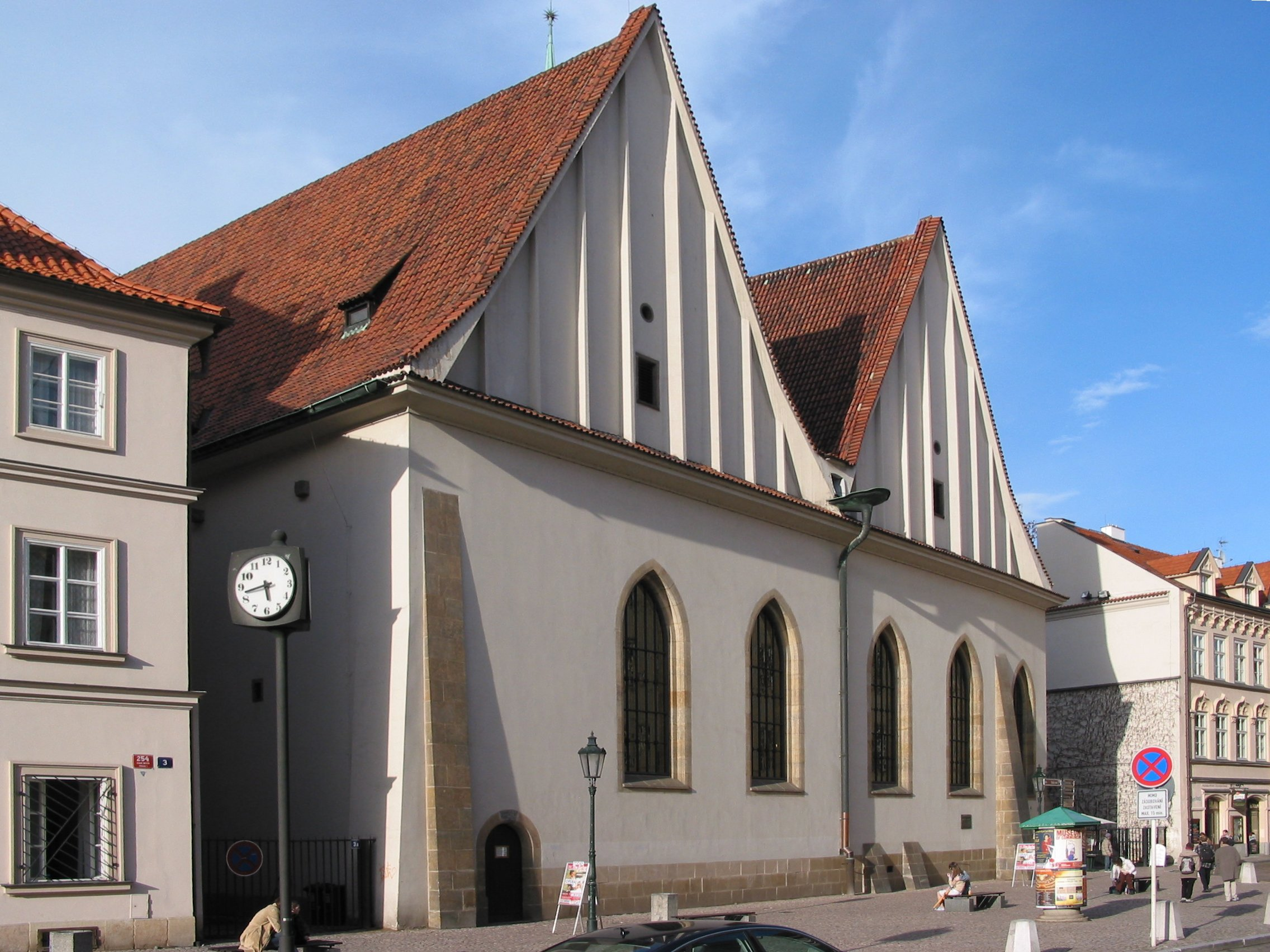
Chapelle de Bethléem
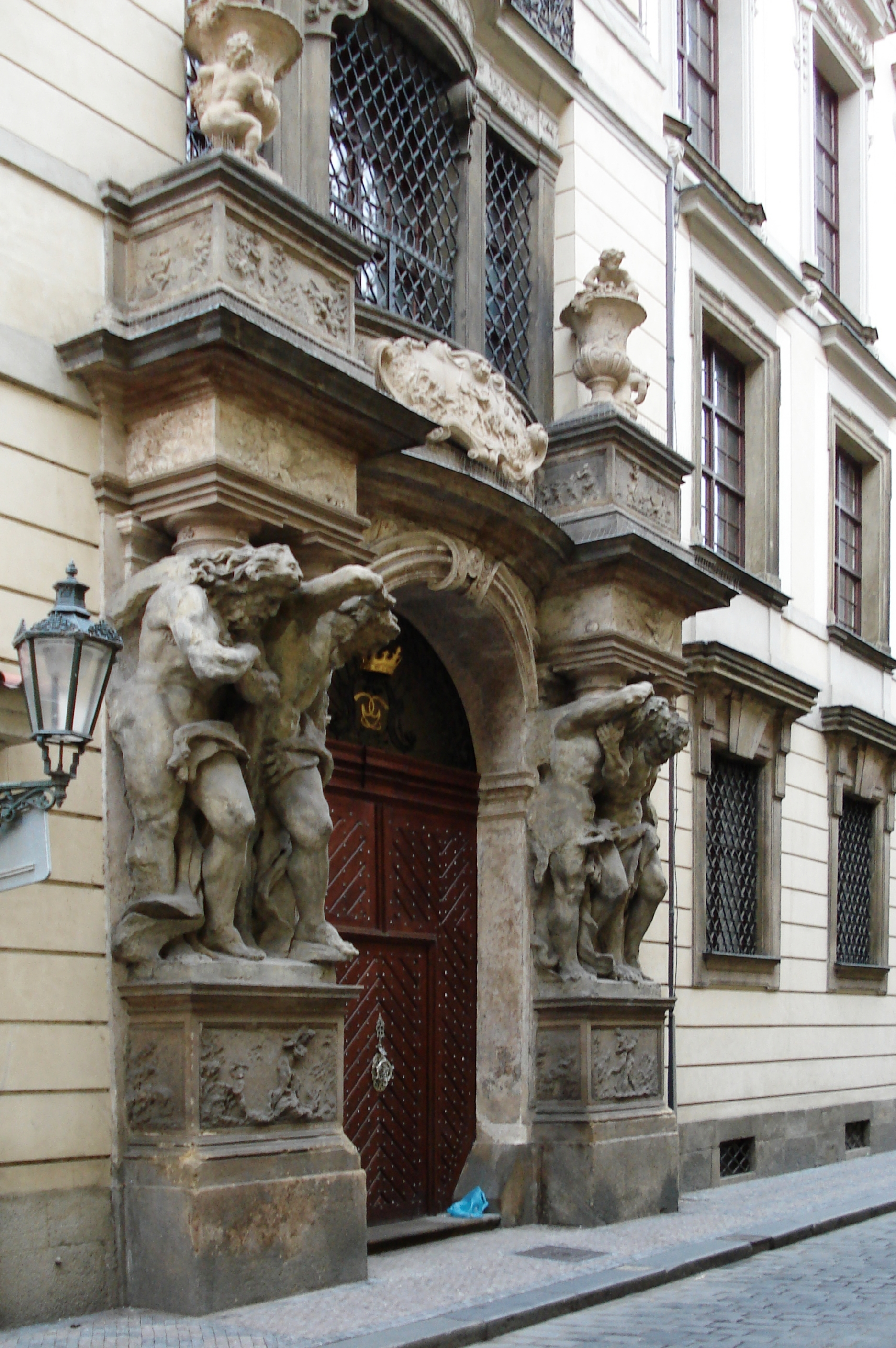
Palais Clam-Gallas
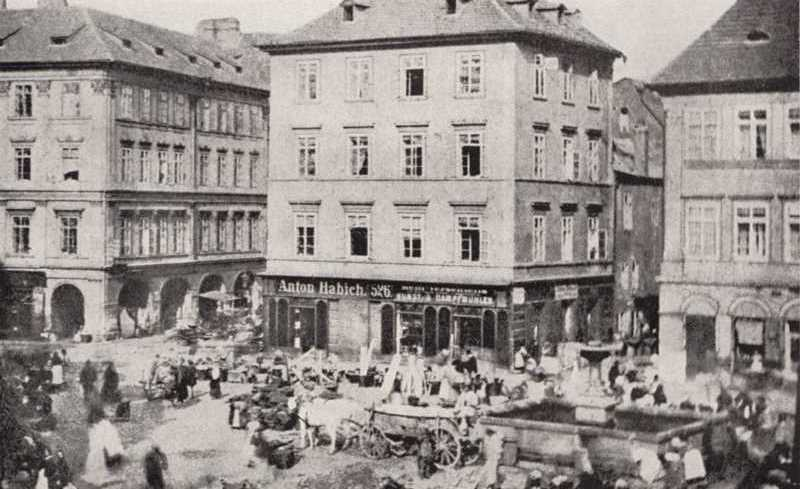
Place du Marché au charbon, 1865
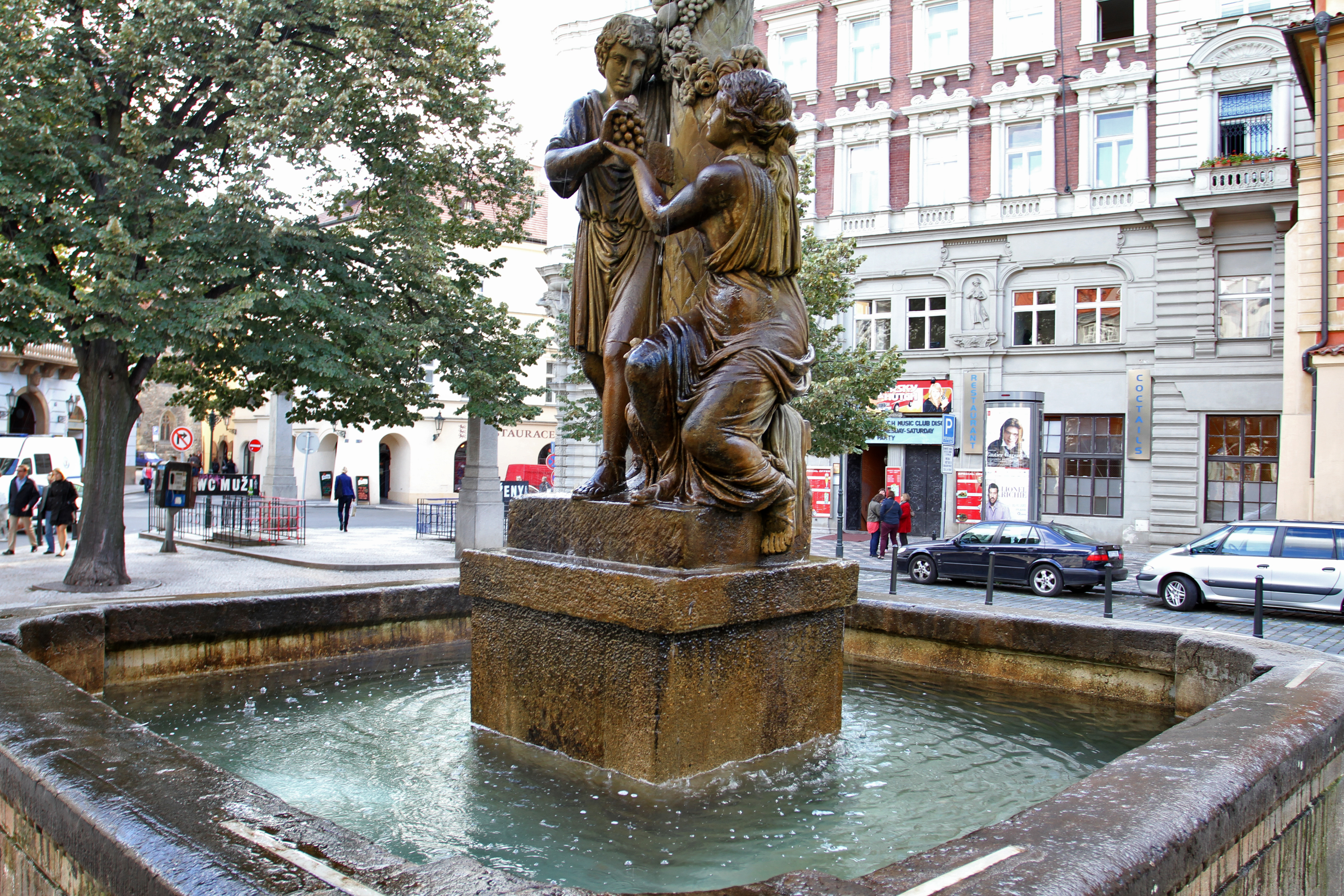
Fontaine Wimmer, place du Marché au charbon
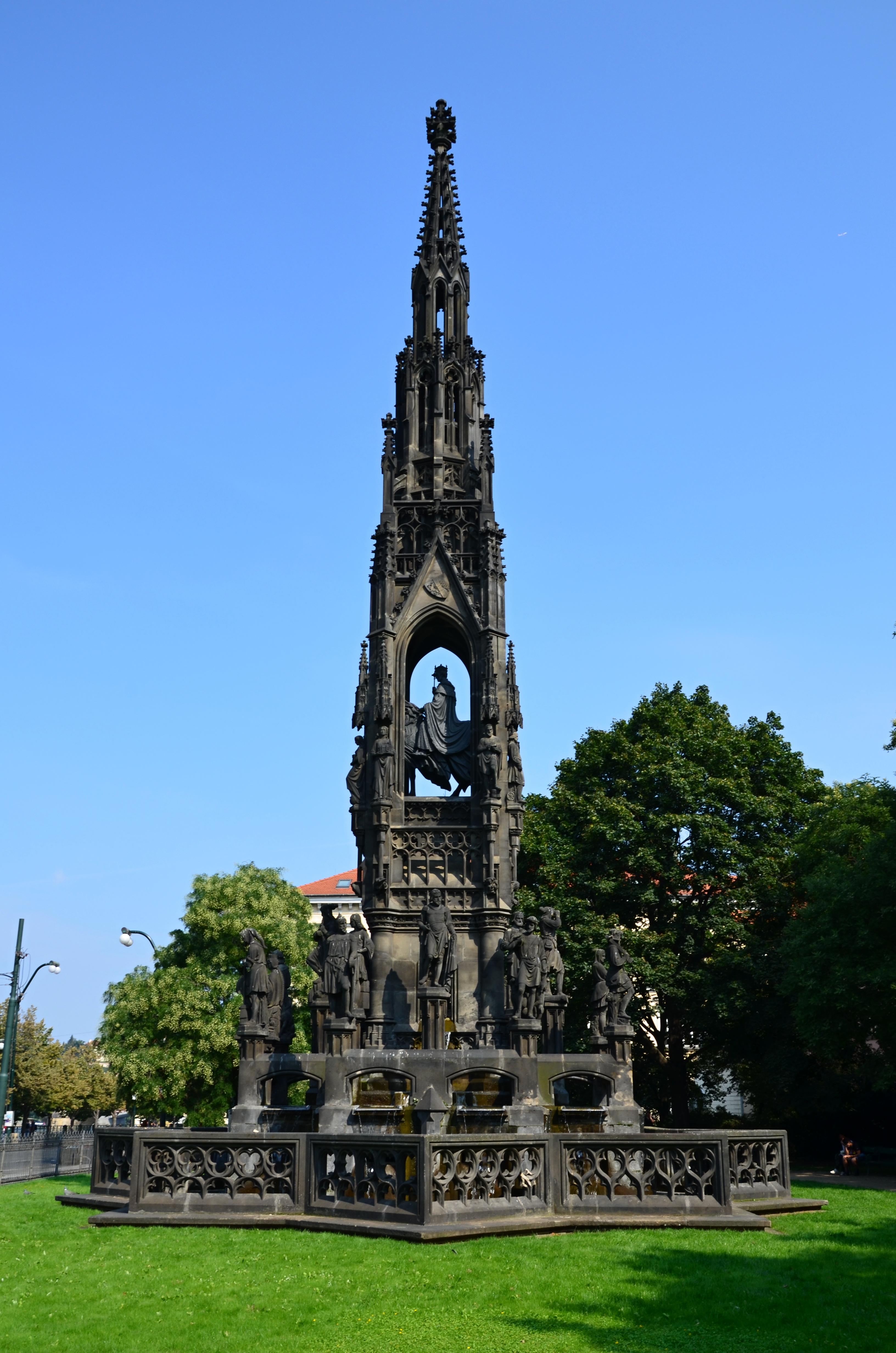
La fontaine Kranner, dans le Parc de l'Éveil national